# Montville
Montville é uma comuna francesa na região administrativa da Normandia, no departamento de Sena Marítimo. Estende-se por uma área de 10,85 km². Em 2010 a comuna tinha 4 713 habitantes (densidade: 434,4 hab./km²).